# Rita Keszthelyi
Rita Keszthelyi (Budapeste, 10 de dezembro de 1991) é uma jogadora de polo aquático húngara.

## Carreira
Keszthelyi disputou duas edições de Jogos Olímpicos pela Hungria: 2012 e 2016. Em ambas as ocasiões sua equipe terminou na quarta colocação.